# Cẩm Hà, Hội An
Cẩm Hà là một xã thuộc thành phố Hội An, tỉnh Quảng Nam, Việt Nam.

## Địa lý
Xã Cẩm Hà nằm về phía Bắc, cách trung tâm của thành phố Hội An 2 km, có vị trí địa lý:
- Phía đông giáp phường Tân An và phường Cẩm Châu
- Phía tây giáp thị xã Điện Bàn
- Phía nam giáp phường Tân An và phường Thanh Hà
- Phía bắc giáp thị xã Điện Bàn và phường Cẩm An.

Xã Cẩm Hà có diện tích 6,13 km², dân số là 9.682 người, mật độ dân số đạt 1.580 người/km².

## Hành chính
Xã Cẩm Hà được chia thành 5 thôn: Bàu Ốc, Bến Trể, Trảng Suối, Đồng Nà, Trà Quế.